# Ponte Mezcala
Il ponte Mezcala (noto anche come Mezcala-Solidaridad Bridge), è un ponte strallato nello stato di Guerrero sull'autostrada federale 95D in Messico. Attraversa il fiume Balsas (noto localmente come Mezcala) in prossimità della costa del Pacifico. Il ponte ha una lunghezza totale di 891 m e sei luci irregolari; è stato completato nel 1993 ed in servizio dal 1994 come ponte a pedaggio.
Dall'apertura fino al 1998 è stato il ponte più alto del mondo per altezza complessiva; il primato è passato quindi al ponte di Akashi Kaikyō. Il ponte è stato anche quello più alto del Messico per altezza da terra e il secondo ponte strallato più alto al mondo ad essere costruito.
Il ponte Mezcala venne costruito come parte del programma di ristrutturazione 1989-1994 in Messico, che ridusse la distanza tra Cuernavaca e Acapulco di 49 km.
Nel marzo 2007 un incidente tra un camion che trasportava noci di cocco e due scuolabus causò un incendio in uno dei sistemi di cavi. Il ponte fu parzialmente chiuso fino alla riparazione del danno.

## Storia
In seguito al programma per la revisione delle autostrade nazionali messicane del 1989-1994, il percorso dell'autostrada federale "Cuernavaca - Acapulco", chiamata anche "Strada del sole", fu modificato per ridurre le distanze e il tempo di percorrenza. Un nuovo percorso di 263 km fu proposto per ridurre di 49 km il tracciato Cuernavaca e Acapulco, e ridurre a circa 3 ore e mezza il tempo di percorrenza da Città del Messico al porto di Acapulco .
Comunque questa modifica richiedeva di attraversare il fiume Balsas a circa 150 km da Cuernavaca, dove la larghezza da costa a costa variava da 800 a 1000 m. Inoltre la pendenza delle colline sulle rive era anche ripida, di conseguenza il ponte fu pianificato e progettato per attraversare il fiume. Il ponte è anche noto con il nome di ponte "Mezcala-Solidaridad".

## Caratteristiche principali
Il principale concetto innovativo di questo ponte, che presenta quattro luci principali sostenute da tre consecutive arpe di sostegno (con una torre centrale alta 173 m come pilone principale e alte tre torri), fu progettato dall'ingegnere messicano Modesto Armijo, a capo della compagnia messicana COMEC, per conto della Secretaría de Comunicaciones y Transportes ("Segreteria delle comunicazioni e trasporti"). Il progetto dettagliato fu realizzato sempre da Modesto Armijo e Alain Chauvin. Mentre la COMEC preparò il progetto ingegneristico strutturale, questi furono controllati dalla EEG Europe Etudes Gecti, mentre i cavi furono forniti dalla Freyssinet International.
I calcoli degli effetti dinamici e statici del vento turbolento sul ponte, in servizio e in costruzione, furono eseguiti usando il software "Scanner", tenendo conto delle misure aerodinamiche effettuate al Carmel West Wind Laboratory (J. Raggett) su un modello del ponte, con l'aiuto di Pr Scanlan. Attenti studi del comportamento del ponte sotto condizioni sismiche furono effettuati usando lo stesso software.
La vallata attraversata dal ponte è profonda circa 160 m. Il ponte consiste di sei luci, rispettivamente lunghe: 42 m, 69 m, 86 m, 301 m, 313 m e 80 m, per una lunghezza totale di 891 m.

### Materiale
I piloni ad H del ponte sono stati realizzati in calcestruzzo rinforzato, mentre gli impalcati e i cavi sono di acciaio, disposti a ventaglio. Sono stati adottati cavi supportati da piloni in calcestruzzo per via dell'alto pericolo sismico dell'area.

## Incidente
Il 17 marzo un incendio causato da un incidente tra un camion e due scuolabus danneggiò uno dei cavi del ponte. Il ponte fu chiuso temporaneamente al traffico veicolare e il cavo rimpiazzato. L'analisi dell'incidente da parte dell'American Society of Civil Engineers e della China Communications and Transportation Association indicò che il polietilene ad alta densità usato come guaina dei cavi non aveva una sufficiente resistenza al fuoco e si era incendiato e propagato l'incendio causando la rottura del cavo. L'analisi dimostrò anche che un fulmine avrebbe potuto incendiare più di un cavo.